# اوبی ترایس
اوبی ترایس (به انگلیسی: Obie Trice III) (انگلیسی: Obie Trice؛ زادهٔ ۱۴ نوامبر ۱۹۷۷)رپر آمریکایی و ترانه‌سرا اهل ایالات متحده آمریکا است. وی از سال ۲۰۰۰ میلادی تاکنون مشغول فعالیت بوده‌است.